# Salvatierra (Guanajuato)
Salvatierra é um município do estado de Guanajuato, no México.